# Рисованная анимация
Рисо́ванная анима́ция (мультиплика́ция) — технология анимации, основанная на покадровой съёмке немного отличающихся двумерных рисунков. Возникла в конце XIX — начале XX веков.

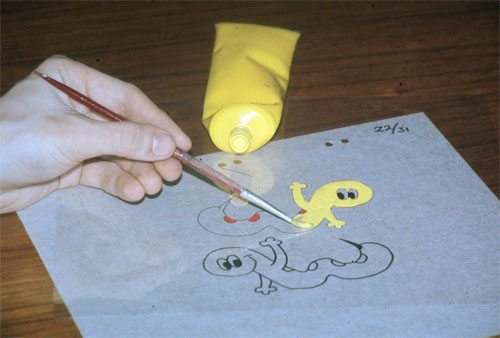
Рисунок со змеями (ящерицами) с акриловой краской

## История
Рисованная анимация возникла в конце XIX — начале XX веков.
Изначально каждый кадр рисовался отдельно и полностью, что было очень трудоёмко и отнимало много времени даже у большого коллектива художников.
Затем была придумана послойная техника рисования объектов и фонов на прозрачных плёнках, накладываемых друг на друга. На одном слое можно было разместить задний фон, на другом — неподвижные части тел персонажей, на третьем — подвижные, и так далее. Это значительно уменьшило трудоёмкость работ, так как не нужно было рисовать каждый кадр с нуля. Впервые послойную технику применил Уолт Дисней.
Достоинством рисованной мультипликации является её техническая простота (в пределе достаточен показ самих рисунков, не требуется даже кинооборудование). Именно поэтому первые мультипликационные фильмы были рисованными и появились ещё до возникновения кинематографа. Эмиль Рейно 20 июля 1877 года продемонстрировал, а 30 августа запатентовал свой аппарат — праксиноскоп, что считается днём рождения мультипликации.
Рисованная анимация легко поддаётся разделению труда мультипликаторов и созданию «конвейера», наиболее типичным представителем которого была анимация Уолта Диснея. При её использовании можно добиться любой степени реалистичности, от гротескного шаржа Загребской школы до гиперреализма Александра Петрова.
Тем не менее изготовление полноценного 24-фазного мультфильма является крайне длительным и трудоёмким процессом, поэтому в послевоенный период получила развитие так называемая «редуцированная» анимация с использованием статичных кадров и упрощённой до 4-х кадров в секунду фазовки.
В 1900—1907 годах американец Джеймс Стюарт Блэктон снял коротенькие мультипликационные фильмы «Очарованный рисунок», «Комические фазы смешных лиц», «Отель с привидениями» и другие.
Начиная с 2000-х годов студии рисованной мультипликации Уолта Диснея были либо закрыты, либо переведены на 3D-технологию. Но большое количество мультсериалов продолжают делать по этой технологии.
Ярким явлением в мультипликации стали работы режиссёров, выполненных в традиционной «ручной» технике: швейцарского режиссёра Жоржа Швицгебеля, который использует нанесение акриловых красок на стекло и подлинную камеру Митчелла (созданную в 1920-е годы), японского режиссёра Кунио Като, сопровождающего свои фильмы титрами в стиле «немого кино», китайского режиссёра Тэ Вэя, работавшего в стиле традиционной школы акварельной живописи Гохуа. Оригинальностью отличаются короткометражные фильмы Жана-Лу Фелисиоли, стилизующего свои работы под картины Амедео Модильяни, а в полнометражных фильмах использующего элементы американского нуара и классического британского детектива.

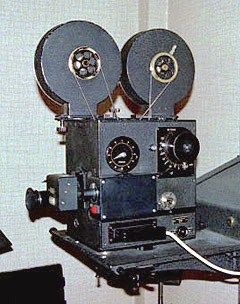
Камера рисованной анимации

### Цифровая анимация
Впервые цифровая рисованная анимация была использована в конце 1970-х годов студией Hanna-Barbera Productions. После принятия решения о внедрении этой технологии в 1979 году лабораторию анимации Hanna-Barbera с 1980 по 1983 год возглавил ученый-компьютерщик Марк Левой, разработавший систему рисования чернилами, которая использовалась примерно в трети внутреннего производства студии с 1984 по 1996 год, когда она была заменена сторонним программным обеспечением.
Цифровая рисованная анимация используется в Walt Disney Animation Studios с 1989 года, где они использовались для финального кадра радуги в «Русалочке». Все последующие анимационные фильмы Диснея были написаны цифровыми чернилами и раскрашены (начиная с фильма «Спасатели в Австралии», который также был первым крупным художественным фильмом, в котором полностью использовались цифровые чернила и краски) с использованием фирменной технологии Disney CAPS (Система производства компьютерной анимации), разработанной в основном студиями Pixar Animation. В то время как Hanna-Barbera и Дисней начали внедрять цифровые краски и живопись, остальной отрасли потребовалось больше времени, чтобы адаптироваться. Многие кинематографисты и студии не хотели переходить на цифровой процесс рисования чернилами и красками, потому что считали, что анимация в цифровом формате будет выглядеть слишком синтетической и потеряет эстетическую привлекательность некомпьютеризованного cel для их проектов. Многие анимационные телесериалы все ещё анимировались в других странах с использованием традиционного процесса cel с использованием чернил и красок ещё в 2004 году, хотя большинство из них в какой-то момент перешли на цифровой процесс во время их запуска. Последним крупным мультфильмом, в котором использовались традиционные чернила и краски, была «Актриса тысячелетия» Сатоси Кона (2001).; последними крупными анимационными постановками на западе, использовавшими традиционный процесс, были «Симпсоны» Fox и «Эд, Эдд и Эдди» Cartoon Network, которые перешли на цифровую графику в 2002 и 2004 годах соответственно, в то время как последним крупным анимационным производством, в целом отказавшимся от анимации cel, была телевизионная адаптация «Sazae-san», которая оставалась стойкой с техникой до 29 сентября 2013 года, когда она перешла на полностью цифровую анимацию 6 октября 2013 года. До этого сериал использовал цифровую анимацию исключительно для вступительных титров в 2009 году, но сохранил использование традиционных cels для основного содержания каждого эпизода. Второстепенные постановки, такие как Hair High (2004) Билла Плимптона, использовали традиционные cels ещё долгое время после внедрения цифровых технологий. Большинство студий сегодня используют один из ряда других высококачественных программных пакетов, таких как Toon Boom Harmony, Toonz (Opentoonz), Animo и RETAS, или даже приложения потребительского уровня, такие как Adobe Flash, Toon Boom Technologies и TV Paint. Последними мультсериалами, перешедшими с цифровой рисованной анимации на flash-анимацию стали два мультсериала Nickelodeon, Волшебные покровители в 2017 году и Мой шумный дом в 2019 году по окончании 3 сезона. Сейчас, вместо фломастеров и карандашей используются графические планшеты в сериалах, использовавших рисованную анимацию (из них на данный момент Губка Боб Квадратные Штаны и Почта Мидлмост от Nickelodeon; Симпсоны и Гриффины от Fox и разные мультсериалы от Cartoon Network и Disney).